# المحكمة العليا (المغرب)
المحكمة العليا في النظام القضائي المغربي هي محكمة جنائية أحدثت بموجب لظهير الشريف رقم 1.08.64 للقانون التنظيمي رقم 24.07 المتعلق بالمحكمة العليا الصادر بالعدد 5681 من الجريدة الرسمية بتاريخ 20 أكتوبر 2008، وتختص المحكمة دستوريا في البث في قضايا الجنح والجنايات التي يرتكبها أعضاء الحكومة أثناء ممارستهم لمهامهم. وقد تبنى المشرِّع المغربي نظام المحكمة العليا منذ أوَّل دستور سنة 1962، مرورا بالمراجعات الدستورية لسنوات 1996، 1970، 1972، 1980 و1992.
نظَّم المشرع أحكام المحكمة العليا في الباب الثامن من الدستور من خلال خمسة فصول (من الفصل 88 إلى الفصل 92)، حيث نصَّ على أن أعضاء الحكومة مسؤولون جنائيا عما يرتكبون من جنايات وجنح أثناء ممارستهم لمهامهم؛ ويمكن أن يوجه مجلسا البرلمان التهمة إليهم وأن يحالوا على المحكمة العليا؛ ويجب أن يكون اقتراح توجيه الاتهام موقعا على الأقل من ربع أعضاء المجلس الذي يقدم إليه أولا، ويناقشه المجلسان بالتتابع، ولا تتم الموافقة عليه إلا بقرار يتفقان عليه عن طريق التصويت السري بأغلبية ثلثي الأعضاء الذين يتألف منهم كل مجلس باستثناء الأعضاء الذين يعهد إليهم بالمشاركة في المتابعة أو التحقيق أو الحكم؛ وتتألف المحكمة العليا من أعضاء ينتخب نصفهم من بين أعضاء مجلس النواب ونصفهم الآخر من بين أعضاء مجلس المستشارين ويعين رئيسها بظهير شريف؛ ويحدد قانون تنظيمي عدد أعضاء المحكمة العليا وكيفية انتخابهم وكذا المسطرة التي يتعين إتباعها.
بموجب الفصل 94 من دستور 2011 الصادر في نفس السنة تم إلغاء المحكمة العليا حيث أضحى أعضاء الحكومة مسؤولون جنائيا أمام محاكم المملكة العادية، عما يرتكبون من جنايات وجنح، أثناء ممارستهم لمهامهم. ويخول للقانون تحديد قانون المسطرة المتعلقة بهذه المسؤولية.

## أنواع المحاكم
- المحاكم العادية أو محاكم القانون العام: محكمة النقض (المجلس الأعلى للقضاء سابقا)، ومحاكم الاستئناف، والمحاكم الابتدائية.
- المحاكم المتخصصة: محاكم الجماعات ومحاكم المقاطعات، والمحاكم الإدارية، والمحاكم التجارية، ومحاكم الاستئناف الإدارية، ومحاكم الاستئناف التجارية.
- المحاكم الاستثنائية: المحكمة العسكرية والمحكمة العليا.